# Sonja (królowa Norwegii)
Sonja Haraldsen (ur. 4 lipca 1937 w Oslo) – królowa Norwegii od 17 stycznia 1991 roku jako żona króla Norwegii, Haralda V.
Ma dwoje dzieci – Martę Ludwikę (ur. 1971) i Haakona (ur. 1973). Zajmują oni kolejno czwarte i pierwsze miejsce w linii sukcesji do norweskiego tronu.

## Życiorys
Urodziła się w Oslo 4 lipca 1937 jako córka Karla Haraldsena (1889-1959) i Dagny Ulrichsen (1898-1994).
Ukończyła szkołę średnią w 1954. Pobierała naukę w Oslo Vocational School i École Professionelle de Jeunes Filles w Lozannie. Ukończyła również Uniwersytet Oslo (Universitetet i Oslo), studiując język francuski, angielski i historię sztuki.
Związek mieszczki z przyszłym królem wywołał wielkie zaskoczenie zarówno na dworze, jak i w społeczeństwie. Para przez dziewięć lat starała się o zaaprobowanie swojego związku. Zaręczyny ogłoszono w marcu 1968.
Ślub Haralda i Sonji odbył się 29 sierpnia 1968 w Oslo. Od tego czasu aż do 1991 Sonja nosiła tytuł: „Jej Królewskiej Wysokości Księżnej Koronnej”.
Para ma dwoje dzieci:
- księżniczka Marta Ludwika (ur. 22 czerwca 1971), zamężna z Arim Behnem (para ma trzy córki);
- następca tronu książę Haakon (ur. 20 lipca 1973), żonaty z Mette-Marit (para ma dwoje dzieci);

Po śmierci króla Olafa V w 1991 książę Harald został królem Norwegii, a Sonja królową-małżonką. Sonja została także pierwszą królową Norwegii po 53-letniej przerwie.
Jest także pierwszą królową na świecie, która była na Antarktydzie.
W 2003 prezydent RP Aleksander Kwaśniewski odznaczył ją Orderem Orła Białego.
W 1973 odznaczona Orderem Słonia. W 2011 otrzymała słoweński Order za Wybitne Zasługi.

## Małżeństwo i potomstwo
W 1959 roku związała się z księciem koronnym Norwegii, Haraldem. Z racji tego, że Sonja nie pochodziłą z arystokratycznej rodziny i nie miała dobrego wykształcenia, początkowo nie traktowano poważnie tej relacji. Uważano, że żona Haralda – ponieważ zostanie w przyszłości królową Norwegii – powinna pochodzić z królewskiego rodu. Odpowiednimi kandydatkami wydawały księżniczki z rodzin panujących: m.in. z Zofia Glücksburg, Irena Orańska-Nassau, Małgorzata Bernadotte, Aleksandra Windsor, Irena Glücksburg, Małgorzata Orańska-Nassau czy Brygida Bernadotte.
W 1968 roku Harald miał powiedzieć swojemu ojcu, że jeśli kiedykolwiek się ożeni, to jedynie z Sonją. Olaf V, który przez prawie dekadę nie chciał dopuścić do ślubu syna ze zwykłą krawcową, ostatecznie uległ i wyraził zgodę na ślub pary. Z okazji zaręczyn Harald podarował narzeczonej pierścionek należący wcześniej do jego matki. Ślub następcy tronu z Sonją Haraldsen miał miejsce 29 sierpnia 1968 roku w katedrze w Oslo.
W czerwcu 1970 roku poinformowano, że para książęca spodziewa się dziecka. Zaledwie miesiąc później, 2 lipca, w czasie uroczystości urodzinowych jej teścia, które miały miejsce na jachcie, Sonja poroniła ciążę. „Pamiętam wszystkie dziwne twarze, które pochylały się nade mną, kiedy jechałam do szpitala” – wspominała później Sonja, dodając: „To było okropne”. Wydarzenie to poruszyło opinię publiczną – również dlatego, że wywołało dyskusję nad tym, czy para książęca będzie mogła mieć więcej dzieci.
Ostatecznie Sonja i Harald doczekali się dwojga dzieci:
- Marta Ludwika (nor. Märtha Louise; ur. 22 września 1971 w Oslo). W latach 2002–2017 była żoną norweskiego pisarza, Ariego Behna. Ma z nim trzy córki – Maud Angelikę (ur. 2003), Leah Isadorę (ur. 2005) i Emmę Tallulah (ur. 2008). Od 2022 roku jest zaręczona z samozwańczym szamanem, Durekiem Verrettem.
- Haakon Magnus (nor. Haakon Magnus; ur. 20 lipca 1973 w Oslo) – książę koronny (następca tronu) Norwegii. W 2001 roku ożenił się z Mette-Marit Tjessem Høiby. Ma z nią dwoje dzieci – Ingrid Aleksandrę (ur. 2004) i Sverre'a Magnusa (ur. 2005). Haakon jest również ojczymem dla Mariusa, syna swojej żony z poprzedniego związku.

## Tytulatura
4 lipca 1937 – 29 sierpnia 1968: Sonja Haraldsen
29 sierpnia 1968 – 17 stycznia 1991: Jej Królewska Wysokość księżna koronna Norwegii
Od 17 stycznia 1991: Jej Królewska Mość królowa Norwegii